# 関東鉄道竜ヶ崎営業所
関東鉄道竜ヶ崎営業所（かんとうてつどうりゅうがさきえいぎょうしょ）は、茨城県龍ケ崎市馴馬町に所在する関東鉄道のバス営業所。関東鉄道竜ヶ崎線竜ヶ崎駅に隣接する。営業所略記はRyuGasakiのRG。

## 現行路線

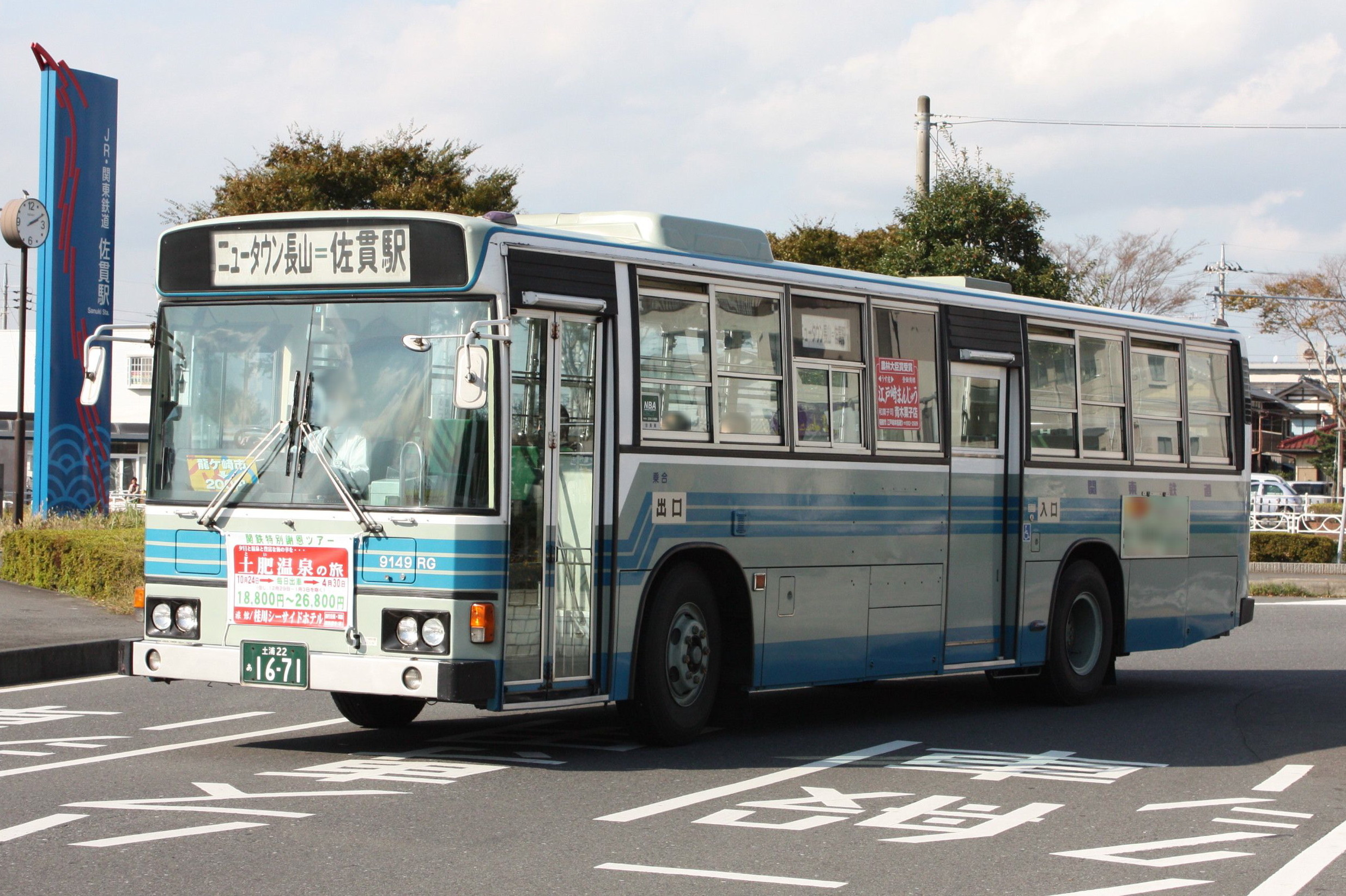
9149RG（元茨城観光自動車）

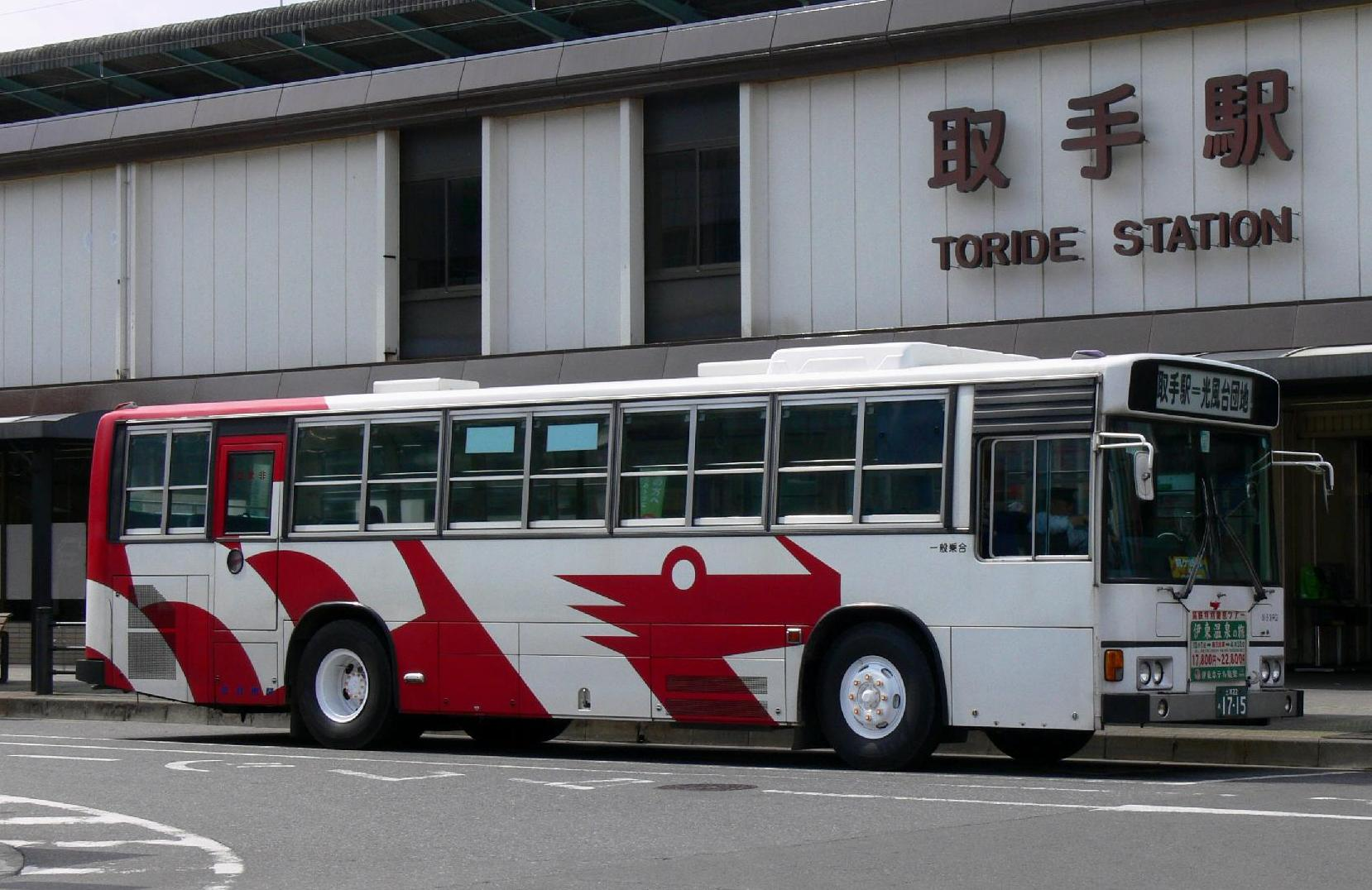
9153RG（元茨城観光自動車、竜ヶ崎ニュータウンとのタイアップカラー）

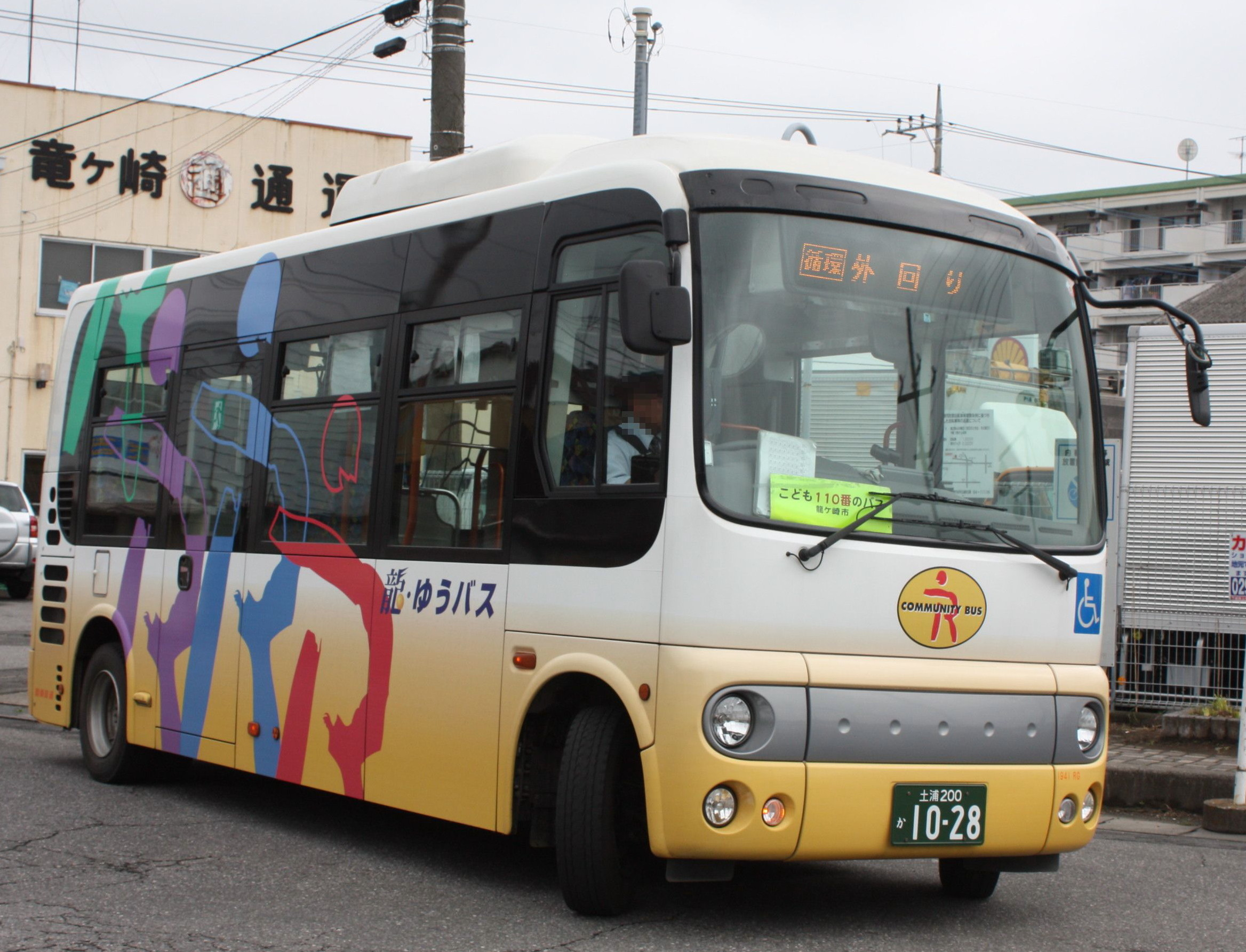
1941RG（龍・ゆうバスの専用車両）

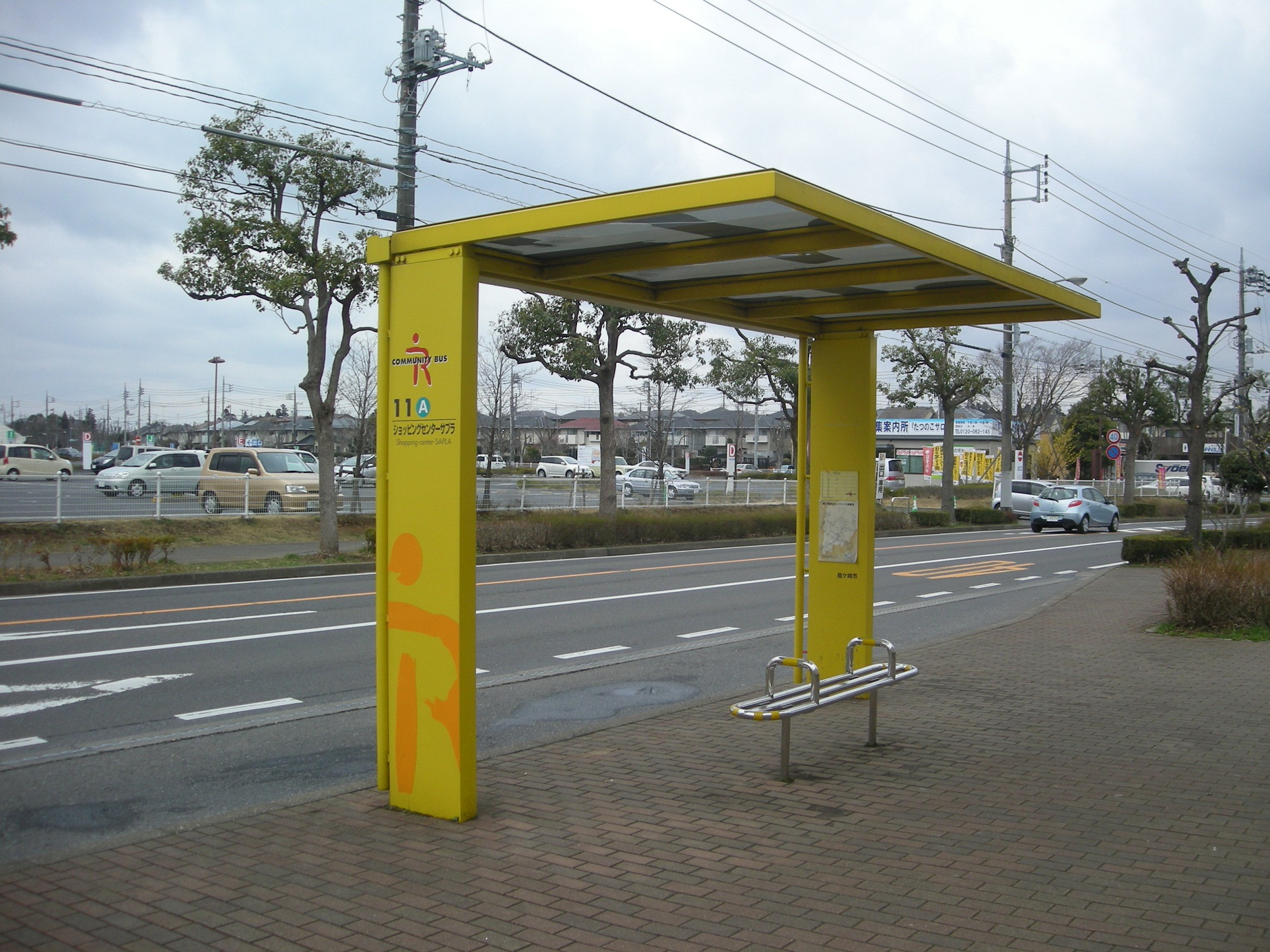
竜ヶ崎ニュータウン中央停留所（コミュニティバスの標識を共同使用）

龍ケ崎市駅から竜ヶ崎ニュータウン線をはじめとした龍ケ崎市内の路線を主に運行するほか、竜ヶ崎駅と取手駅・江戸崎を結ぶ路線や牛久市内の路線等も運行する。一部の路線に、かつて存在した茨城観光自動車（以下「茨城観光」）と共同運行であった路線や継承した路線がある。
2002年（平成14年）より、龍ケ崎市内を運行する一般路線バスの昼間割引を実施しており、始発地の発車時刻が8時から17時までの便においては、龍ケ崎市内での利用に限って運賃の上限が210円となる。

### ニュータウン方面
- 龍ケ崎市駅 - 竜ヶ崎ニュータウン中央 - 若柴公園 - ニュータウン長山 ☆
- 龍ケ崎市駅 - 竜ヶ崎ニュータウン中央 - 中根台中学校 - ニュータウン久保台 ☆
- 龍ケ崎市駅 - 平台入口 - 中根台 - 久保台 - ニュータウン龍ヶ岡（白羽一丁目） ☆
- 龍ケ崎市駅 - 平台入口 - 中根台 - 久保台 - 済生会病院 - ニュータウン龍ヶ岡（白羽一丁目）
- 龍ケ崎市駅 - 平台入口 - 中根台中学校 - ニュータウン久保台 - 済生会病院 - ニュータウン龍ヶ岡（白羽一丁目）
- 龍ケ崎市駅 - 竜ヶ崎ニュータウン中央 - 中根台 - 久保台 - 総合運動公園
- 龍ケ崎市駅 - 竜ヶ崎ニュータウン中央 - 中根台 - 久保台 - 済生会病院 - 半田 - 角崎坂下 - 新利根体育館 - （新利根公民館） - 江戸崎車庫 - 江戸崎
2021年11月15日よりそれまでの竜ヶ崎駅発着から龍ケ崎市駅発着に変更。同時に新利根体育館、新利根公民館乗り入れ開始。なお、新利根公民館が休館日の日は新利根公民館には乗り入れない[2]。
2024年4月1日より、土曜休日の一往復を除き竜ヶ崎駅経由に変更。竜ヶ崎ニュータウン、新利根体育館を経由しなくなる。
- ［深夜バス］龍ケ崎市駅 → 竜ヶ崎ニュータウン中央 → 若柴公園 → 中根台 → 久保台 → 白羽一丁目 ☆

☆：茨城観光と共同運行であった路線

### 竜ヶ崎方面
- 龍ケ崎市駅 - 川原代 - 竜ヶ崎駅 - 戸張 - 半田 - 角崎坂下 - 江戸崎車庫 - 江戸崎
終点の「江戸崎」バス停で土浦方面（JRバス関東運行担当）、佐原方面（桜東バス運行担当）に接続できる。
2024年4月1日より、江戸崎発着路線が土曜休日の一往復を除き、竜ケ崎駅経由に変更される。

### 藤代・取手方面
- 取手駅東口 - 光風台団地
- 取手駅東口 - 光風台団地入口 - 藤代 - 龍ケ崎市駅東口前 - 川原代 - 竜ヶ崎駅 
「龍ケ崎市駅東口前」バス停は駅前交差点近くの公道上にある。
- 藤代駅南口 - 藤代桜が丘 - 桜が丘小学校
- 藤代駅南口 - 取手桜が丘ゴルフクラブ - 藤代桜が丘 - 桜が丘小学校

### 牛久方面
- 牛久駅東口 - 牛久市役所 - 岡見 - 小坂団地 ★
- 牛久駅東口 - 牛久市役所 - 県立牛久高校 - 岡見 - 小坂団地 ★
- 牛久駅東口 - 栄町団地中央 - 岡見 - 小坂団地 ★
- 牛久駅東口 - 上柏田 - 岡見 - 小坂団地 - 牛久大仏・牛久浄苑★
- ［直行］牛久駅東口 - 牛久浄苑・牛久大仏 - あみプレミアムアウトレット ★　※土日祝日運行

★：茨城観光の路線を継承

### コミュニティバス等
- 龍ケ崎市コミュニティバス
  - 循環ルート 内・外回り
- つくば市
  - つくバス 自由ケ丘シャトル・茎崎シャトル
- 稲敷エリア広域バス
関鉄IC一日乗車券通用
- 取手市コミュニティバス

北部ルート、東北部ルート、中央循環東ルート

### 通学・企業送迎バス
- 龍ケ崎市駅 - 流通経済大学
- 茨城県立竜ヶ崎第一高等学校・附属中学校
- 霞ヶ浦高等学校附属中学校・霞ヶ浦高等学校
- 常総学院
- 東洋大学附属牛久中学校・高等学校
- 日本メクトロン
- 取手駅西口 - キヤノン取手事業所
守谷営業所との共管

## 廃止路線
かつては利根町や河内町、我孫子市でも路線を運行していた。千葉交通が突合（つきあわせ）に乗り入れていたため、成田方面への接続も可能であった。
- 竜ヶ崎駅 - 突合 - 中金江津
- 竜ヶ崎駅 - 長竿 - 角崎 - 松山 - 江戸崎車庫　※2003年（平成15年）9月30日廃止
- 竜ヶ崎駅 - 根町 - 富士見住宅　※2003年（平成15年）9月30日廃止
- 竜ヶ崎駅 - 竜ヶ崎南高校　※2004年（平成16年）4月1日廃止
廃止後は引き続きJRバス関東（土浦支店）が運行していたが2010年（平成22年）9月30日廃止
- 竜ヶ崎駅 - 立崎 - 布佐駅　※2004年（平成16年）7月1日廃止
- 竜ヶ崎駅 - 北方 - 布佐駅　※2004年（平成16年）7月1日廃止
- 布佐駅 - 布川神社前 - 利根ニュータウン東　※2004年（平成16年）8月9日廃止
- 竜ヶ崎駅 - 龍ケ崎済生会病院　※2004年（平成16年）10月1日廃止、現在は龍・ゆうバスでアクセス可能
- 竜ヶ崎駅 - 川原代病院 - 佐貫駅入口 - 佐貫駅西口　※2009年（平成21年）3月1日廃止
- （藤代庁舎） → 佐貫駅西口 - 新川 - 双葉団地　※2013年（平成25年）4月1日廃止、現在は取手市コミュニティバスでアクセス可能
- 佐貫駅 → 平台二丁目 → 富士見住宅 → 竜ヶ崎駅　※2013年（平成25年）4月1日廃止
廃止直前は佐貫駅から竜ヶ崎駅への片道1便のみ
- 竜ヶ崎駅 → 戸張 → 半田 → 角崎坂下 → 江戸崎車庫 → 江戸崎総合高校　※2013年（平成25年）4月1日廃止
廃止直前は竜ヶ崎駅から江戸崎総合高校への片道1便のみ。廃止後は、竜ヶ崎駅 → 江戸崎で運行継続
- 竜ヶ崎駅 → 高須 → 藤代駅北口　※廃止日不明
運行は平日昼間の片道1便のみ。
- ひたち野うしく駅 - 荒川沖駅 - 荒川本郷 - 実穀 - 吉原 - あみプレミアム・アウトレット - 飯倉 - 稲敷市役所 - 稲敷バスターミナル - 江戸崎（稲敷エリア広域バス「江戸崎・阿見ルート」)
- 龍ヶ崎ニュータウン - （小池ルート・アウトレットルート）- 東京駅（高速バス）　※2013年（平成25年）9月30日廃止
- ［深夜バス］龍ケ崎市駅 → 川原代 → 竜ヶ崎駅　※2021年（令和3年）3月31日廃止
平日運行、龍ケ崎市駅以外は降車のみ[3]

## 車両

### 一般路線
当所は主に竜ヶ崎ニュータウン線を運行しており、朝夕を中心に乗客が多いため大型車の配置が比較的多い。大型車は京成バスや京成グループ各社からの移籍車が中心で、IKボディのいすゞ・キュービックや富士7Eボディのいすゞ・LV、日野・ブルーリボン等が配置されている。京成グループ以外では京浜急行バスからいすゞ・エルガワンステップバスも移籍していた。2001年（平成13年）の茨城観光自動車廃業の際には、一部路線の補充・継承に伴い同社の一部車両が当所に移籍したが、現在は全て廃車となっている。
自社発注の大型車は、かつて富士5E・7Eボディを架装したいすゞ車、竜ヶ崎ニュータウン線拡充の際には、住宅・都市整備公団（現:都市再生機構）の補助金により、いすゞ・キュービックが複数台導入されたが、現在は全て廃車となっている。これら補助車両は前述の茨城観光とともに導入され、一部車両は竜ヶ崎ニュータウンとのタイアップカラー（通称:龍バス）であった。2016年（平成28年）には、いすゞ・エルガ ハイブリッドが導入されている。
中型車は自社発注車が中心で、ノンステップ、ワンステップのいすゞ・エルガミオが主力である。他社からの移籍車は、元神奈川中央交通のいすゞ・ジャーニーKや元京成バスの三菱ふそう・エアロミディMKワンステップ車等が配置されている。

### コミュニティバス
龍ケ崎市コミュニティバス循環ルート（現・00コース）の「龍・ゆうバス」専用車として、2002年（平成14年）にクセニッツCITY-IIIのCNG車が2両（1838RG・1839RG）導入された。しかし故障や整備のため稼働率が低く修繕費も高額であったため、2007年（平成19年）に2両とも廃車となった。代替車両として日野ポンチョが2両（1940RG・1941RG）導入されている。2019年（令和元年）には、コミュニティバス再編で新たに4両（2208RG～2211RG）増備され、2007年から運用されていたポンチョは廃車となった。
また、つくば市コミュニティバス「つくバス」の専用車として、2006年（平成18年）に三菱ふそう・エアロミディMEが数両導入された。

### スクール・企業送迎バス
高速車両や関鉄観光バスに在籍していた貸切車両からの転用車をはじめ、ハイバックシートを有する中古の路線型車両も在籍する。ほとんどの車両が江戸崎車庫に常駐される。専用のラッピングを施した車両も存在する。過去にはオリジナル塗装を纏った流通経済大学線専用の車両も存在した。

## 参考書籍
- 加藤佳一編著 『バスジャパン ニューハンドブックス 25 関東鉄道』 BJエディターズ、1998年（平成10年）。
- 加藤佳一編著 『バスジャパン ハンドブックシリーズR 61 関東鉄道』 BJエディターズ、2007年（平成19年）。